# Betty Jo Christian
Betty Jo Christian, geborene Wiest (geboren am 27. Juli 1936 in Temple (Texas)) ist eine amerikanische Juristin und Anwältin. Von 1976 bis 1979 war sie Mitglied der Regulierungsbehörde Interstate Commerce Commission.

## Leben
Betty Jo Christian studierte von 1953 bis 1957 an der University of Texas und erlangte den Bachelor mit summa cum laude. Anschließend folgte bis 1960 an der gleichen Universität in der School of Law ein Studium mit dem Abschluss LL.B.
Nach dem Studium arbeitete sie von Juni bis September 1960 für die Anwaltskanzlei Powell, Rauhut, McGinniss, Reavley and Lockridge in Austin (Texas). Dem folgte bis März 1961 eine Anstellung im Büro des Obersten Richters von Texas Robert W. Calvert.
Ab April 1961 arbeitete sie in Washington D. C. Bis zum Juni 1971 war sie Anwältin für Berufungsverfahren bei der Interstate Commerce Commission, unterbrochen von November 1968 bis November 1970 durch ihre Tätigkeit als Berufungsanwältin für das Arbeitsministerium in Dallas.
Ab Juni 1971 war sie Rechtsberaterin für Berufungsverfahren bei der Interstate Commerce Commission. Am 5. Dezember 1975 wurde sie als Demokratin von Präsident Gerald Ford als Nachfolgerin für den Sitz von Willard Deason in der Interstate Commerce Commission für die restliche Amtszeit bis zum 31. Dezember 1979 nominiert. Am 7. April 1976 legte sie ihren Amtseid ab. Eine Wiedernominierung lehnte sie ab. Der unbesetzte Sitz wurde am 1. Januar 1983 gestrichen.
Seit Januar 1980 arbeitet sie für die Anwaltskanzlei Steptoe & Johnson. Sie ist auf Verkehrsrecht spezialisiert. Zu ihren Klienten gehören unter anderem die großen Class-1-Bahngesellschaften in den USA.
Sie ist seit 1960 verheiratet mit dem Anwalt Ernest S. Christian. Neben der Tätigkeit als Anwältin betreibt sie mit ihrem Mann eine Farm in Maryland.